# NS 100
De NS locserie 100 zijn door benzine aangedreven locomotoren die tussen 1927 en 1950 door de Nederlandse Spoorwegen zijn ingezet. Ze werden hoofdzakelijk gebruikt voor rangeren en korte goederentreinen. Dit type wordt ook als Sik of oersik aangeduid.
Na enkele prototypes is de serie 103-152 in de periode 1930-1932 aan de NS geleverd.

## Historie
Doordat stoomlocomotieven alleen aanwezig waren op grotere stations, was het lastig om op kleinere stations rangeerbewegingen uit te voeren. Er was hier wel behoefte aan, maar het was economisch onverantwoord. Hiervoor was een locomotor beter geschikt. Ook was deze gemakkelijker te bedienen, waarop dan een goedkopere rangeerder kon worden ingezet. Verder werden de locomotoren ook gebruikt om goederenwagens op kleinere stations op te halen of af te geven. Deze werden dan op een groter station in de doorgaande goederentreinen opgenomen.

### Proeflocomotor 101
In 1927 richtte de NS zich tot de locomotieffabriek L. Schwartzkopff in Berlijn, die locomotor 101 bouwde. De locomotor kreeg nummer 101 en had een degelijke constructie.

### Proeflocomotor 102
Twee jaar later werd nog een locomotor gebouwd. Deze had een grotere radstand en een afdakje voor de rangeerder. Ook had deze locomotor een sterkere benzinemotor van 50 pk. Deze loc heeft dienstgedaan bij de NS van 1929 tot 1938 en van 1944 tot 1947.

### Serie 103-152

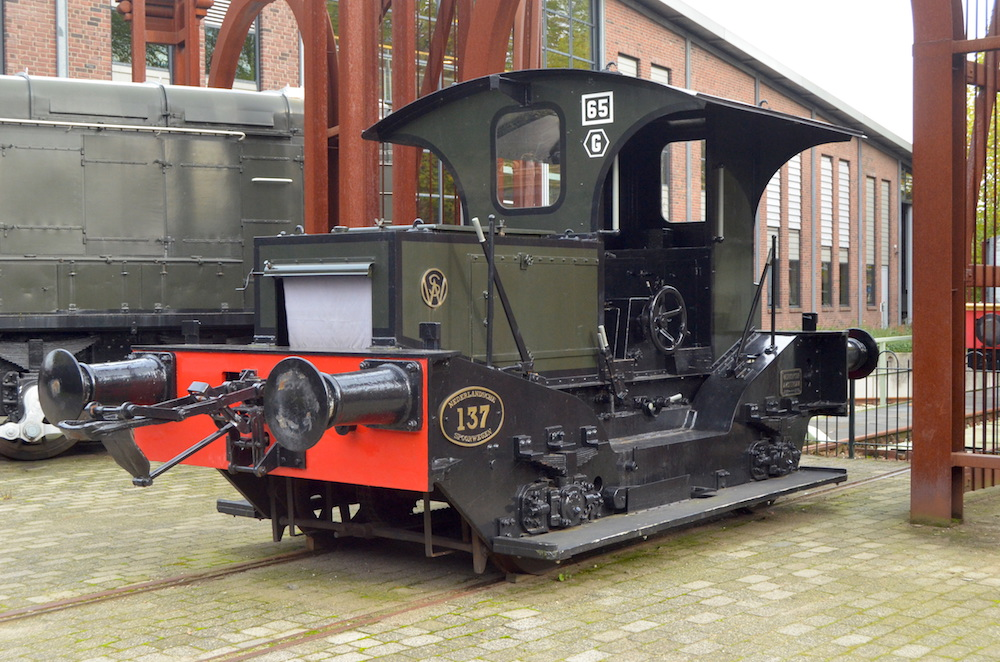
Locomotor NS 137 in het Spoorwegmuseum.

Omdat men tevreden was over de 102 werd een serie van 17 stuks besteld bij Berliner Maschinebau A.G. in Berlijn. Deze werden in 1930 gebouwd. Een jaar later werden nogmaals 11 stuks gebouwd, ditmaal door Werkspoor in Amsterdam. In 1932 bouwde deze onderneming nogmaals 22 locomotoren, die een sterkere motor hadden. Na de instroom van de nieuwere locomotoren uit de 200- en 300-serie werden deze locomotoren minder gebruikt. Ze werden de laatste jaren vooral gebruikt voor seizoensgebonden rangeerwerk, zoals het verplaatsen van bietenwagens. In 1948 ging de laatste bij NS buiten dienst.

## Techniek
Vroeger werd de NS 100 ook wel gebruikt als hulpje van een grote rangeerloc op een groter rangeerterrein. De taak van de Sik was om de groepen gerangeerde wagons samen te drukken, zodat ze gekoppeld konden worden. Rangeren ging met deze locs wegens hun geringe trek- en vooral remkracht niet snel, het trekken of duwen van meer dan zes beladen goederenwagons werd al snel problematisch. De locomotor had geen luchtdrukremmen, en aanvankelijk hadden ze een automatische koppeling. Ook was het mogelijk om de locomotor vanaf de treeplanken aan de zijkanten te bedienen.

## Verkoop

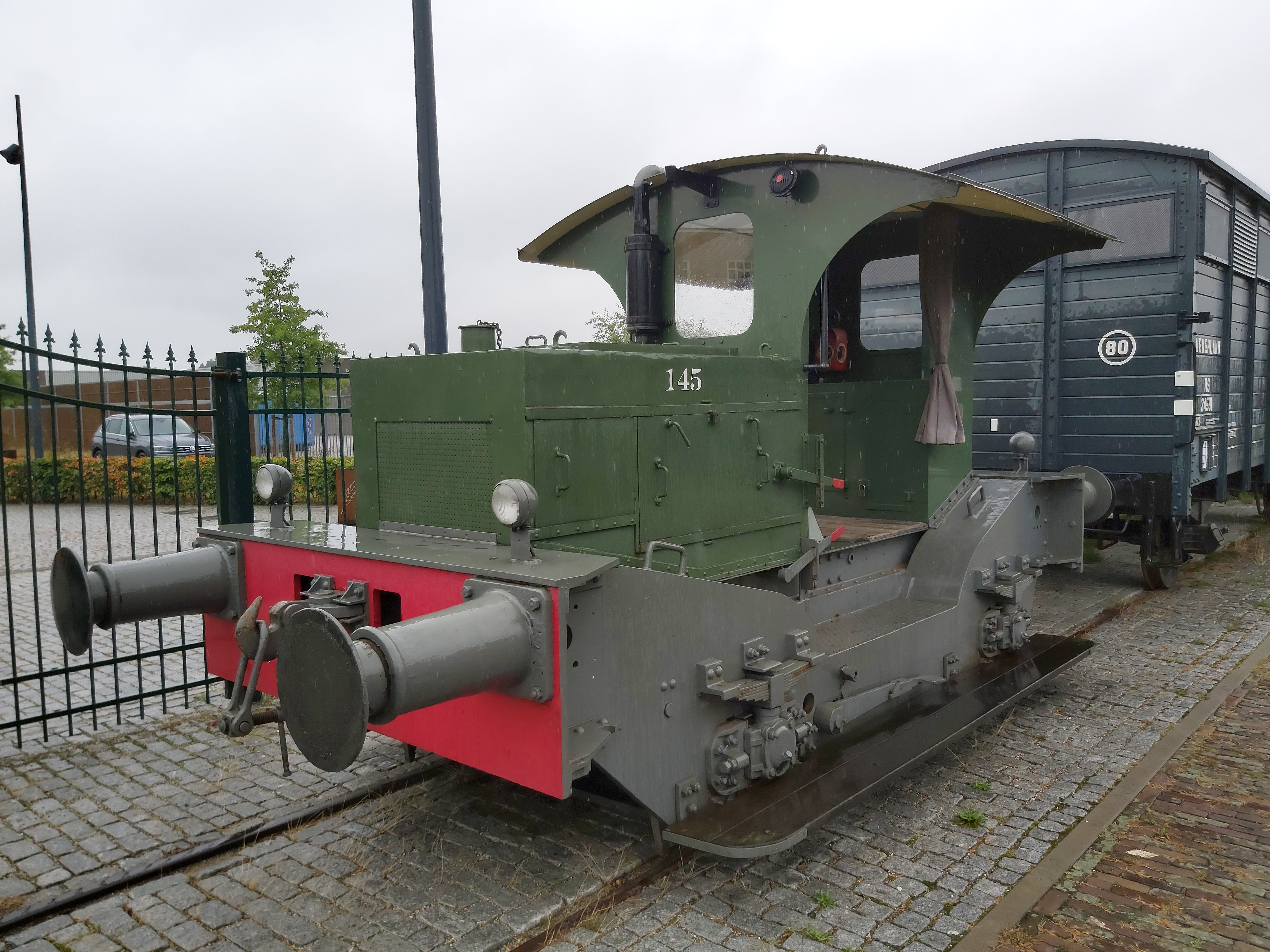
Locomotor Spoorijzer 145 is bewaard bij de Museum Buurtspoorweg, te Haaksbergen; 18 augustus 2019.

Na afvoer bij NS zijn enkele locomotoren aan andere bedrijven verkocht. De grootste afnemer was Spoorijzer. Zij nam de 112, 114, 122, 125, 128, 129, 138, 141, 144, 146 en 151 in 1950 van de NS over, om ze na enkele aanpassingen te verhuren aan andere bedrijven. De locs zijn door Spoorijzer gerenoveerd en kregen daarbij eigen fabrieksnummers en nieuwe dieselmotoren van Detroit Diesel. Deze locomotoren zijn daardoor te herkennen aan de extra opbouw op de motorkap.  Door een brand van het archief van Spoorijzer is echter niet meer te achterhalen welk NS-nummer bij welke Spoorijzer hoort.

## Bewaarde locomotieven
Van de serie 103-152 zijn er zeven in min-of-meer oorspronkelijke staat bewaard gebleven bij museumorganisaties in Nederland. Dit betreft de 103 (NSM), 116 (VSM), 122 (SGB), 125 (MBS), 137 (NSM), Spoorijzer 145 (MBS) en Spoorijzer 15 bij stichting SEIN in Enschede. Voorts is er de omgebouwde smalspoor-oersik M 1651 bij de RTM. De restauratie van de 122 is in 2014 afgerond en deze is sindsdien rijvaardig te Goes.